# Шенкман, Ян Стивович
Ян Стивович Шенкман (род. 5 января 1973, Москва, РСФСР, СССР) — российский писатель, журналист и критик.

## Биография
Родился 5 января 1973 года в Москве, в семье спортивного журналиста Стива Шенкмана и его жены Натальи Яковлевны Керлер. Учился в школе № 204 имени Горького (ныне Центр образования № 1484 имени М. А. Горького с углублённым изучением математики). Окончил факультет журналистики МГУ.
Эмигрировал из России, с марта 2022 года живет в Армении.
Рассказ «Шесть часов вечера» взят из книги «У нас в Ереване», вышедшей в ереванском издательстве «Фонд литературы АРИ» (2024 год).
Автор четырёх книг стихов и сборника короткой прозы «Книга учета жизни». Стихи публиковались в журналах «Новый мир», «Арион» и «Октябрь». С 2022 года живёт в Ереване.
По мнению Ольги Сульчинской, поэзию Шенкмана характеризует «сомнение в собственной правоте».

## Работа журналистом
Работал корреспондентом в компании «Огонёк», заместителем шеф-редактора в компании «Russia Beyond», в журнале «Медведь», шеф-редактором в компании «Рамблер». Обозреватель в «Новой газете».